# Anton Schmid
Pour les articles homonymes, voir Schmid.
Anton Schmid (Vienne, le 9 janvier 1900 - Vilnius, le 13 avril 1942) est un conscrit de la Wehrmacht qui sauve plusieurs centaines de Juifs du ghetto de Vilnius entre 1940 et 1942, avant d’être exécuté pour cette raison par les Nazis.

## Éléments biographiques
L’histoire d’Anton Schmid n’étant connue que par les témoignages des personnes qu’il a aidées et sa correspondance pendant cette époque, l’on ne possède que peu d’informations sur ses années avant-guerre.
Électricien diplômé, il possède une petite entreprise de matériel radiophonique dans le quartier Brigittenau de Vienne. Il n’appartient à aucun parti politique et, après l’Anschluss, aide plusieurs de ses amis juifs à fuir à l'étranger.

### Aux portes du ghetto
Enrôlé dans la Wehrmacht en 1938, il parvient au grade d'adjudant (Feldwebel). À l'automne 1941, son régiment stationne à Vilnius, où l’armée du Troisième Reich a pénétré peu auparavant. Il est témoin du parcage des Juifs dans les deux ghettos de la ville et de leur assassinat par milliers dans la forêt de Poneriai. Dans une lettre à sa femme Stefi, Schmid fait part de son horreur à la vue des massacres de masse et des enfants abattus en chemin, et de sa volonté de leur venir en aide.

### Actions en faveur des Juifs
Travaillant dans un centre de dépôt de matériel à Vilnius, à côté d'ateliers occupés par des Juifs, il reçoit de sa hiérarchie 15 permis de travail pour employer de la main-d'œuvre juive. Ces « bordereaux jaunes » protégeant ces Juifs et leur famille des Einsatzgruppen, Schmid en confectionne quelque 90 ou 140 (les sources sont problématiques, car pour des raisons évidentes, Schmid ne veut laisser aucune trace). Il parvient également à faire sortir à plusieurs reprises certains de ses travailleurs de la prison Lukiszki, en leur faisant parvenir de faux papiers.
Abritant dans sa maison Hermann Adler et son épouse Anita, activistes sionistes, pendant plusieurs mois, il se met à leur demande en contact avec des membres de la résistance juive et serait allé jusqu’à conduire une délégation de résistants à Varsovie où ils discutent de la future insurrection du ghetto de Varsovie,.
Par ailleurs, il transporte, jusqu’en janvier 1942, trois cents Juifs du ghetto de Vilnius vers la Biélorussie (où ils ne sont pas encore directement menacés) avec des ordres de marche qu'il a lui-même rédigés.

### Arrestation et condamnation
Alarmé par des amis juifs sur la probabilité grandissante de son arrestation, Schmid disparaît de son appartement en février 1942 mais il est arrêté quelques jours plus tard.
Son procès en cour martiale est ouvert le 25 février 1942 à Vilnius. Accusé d’avoir soustrait des Juifs du ghetto, Anton Schmid est condamné à mort en vertu de l’article 90 du code pénal militaire et de l’article 32 du code pénal du Reich. Il est exécuté le 13 avril 1942 et enterré à la limite du cimetière militaire de Vilnius-Antokol.

## Hommages posthumes
Dans la dernière lettre à sa famille (invectivée jusqu’à Vienne), Anton Schmid écrit avoir « seulement agi en homme en ne voulant faire de mal à personne ». Après la guerre, à la suite du procès Eichmann au cours duquel ses actions sont rendues publiques, il est reconnu comme l’un des rares et des plus puissants exemples de résistance à la terreur totalitaire,.
Les hommages se multiplient : il est nommé Juste parmi les nations à titre posthume par le Mémorial de Yad Vashem 1964 (la médaille et le certificat d'honneur sont remis à sa veuve par l’ambassadeur d’Israël en Autriche). Trois ans plus tard, le poète anglais Thom Gunn célèbre Anton Schmid dans un de ses poèmes et, en 1968, un documentaire intitulé Sergent Schmid est diffusé sur la chaîne de télévision allemande ZDF.
À la suite de la décision du 11 décembre 1990 prise par le Comité culture du Conseil municipal de Vienne, le maire Helmut Zilk inaugure la Anton Schmid-Hoff dans le quartier Brigittenau, et y dévoile une plaque commémorative. En 2002, le nom d’Anton Schmid est donné à la promenade située sur la rive gauche du canal du Danube. Deux ans plus tôt, la caserne de l'école de l'armée de l'air de la Bundeswehr à Rendsburg avait également été rebaptisée Feldwebel-Schmid-Kaserne mais elle fut fermée fin mars 2011.
En Israël, l’échangeur routier situé à l’entrée sud de Haïfa porte lui aussi son nom.

#### Ouvrages
- (de) Arno Lustiger, « Feldwebel Anton Schmid, Judenretter in Wilna 1941-1942 », dans Norbert Haase et Wolfram Wette (dir.), Retter in Uniform. Handlungsspielräume im Vernichtungskrieg der Wehrmacht, Francfort-sur-le-Main, Fischer-Taschenbuch-Verlag, 2002 (ISBN 3-596152216), p. 45-67.
- (de) Wolfram Wette, Zivilcourage. Empörte, Helfer und Retter aus Wehrmacht, Polizei und SS, Francfort, Fischer-Taschenbuch, 2004, 361 p. (ISBN 978-3-596-15852-2), p. 313.
- (de) Arno Lustiger, Rettungswiderstand : Über die Judenretter in Europa während der NS-Zeit, Gœttingue, Wallstein, 2011, 462 p. (ISBN 978-3-8353-0990-6).

#### Articles de presse
- (de) Wolfram Wette, « Zivilcourage in Uniform », Die Zeit,‎ 4 novembre 2006 (lire en ligne).
- (de) Wolfram Wette, « Entsorgte Erinnerung », Die Zeit,‎ 16 avril 2012 (lire en ligne).